# North Myrtle Beach
Pour l’article homonyme, voir Myrtle Beach.
North Myrtle Beach est une ville du comté de Horry, en Caroline du Sud, aux États-Unis. Elle a été créée en 1968 par la fusion de quatre stations balnéaires, toutes situées au nord de la station balnéaire de Myrtle Beach, ville la plus peuplée du comté. La plage de la ville fait partie du Grand Strand.
Au recensement de 2020, la population était de 18 790 habitants, soit une augmentation de 37 % par rapport au recensement de 2010, où elle était de 13 752 habitants.
En 1968, les communautés de Cherry Grove Beach, Crescent Beach, Ocean Drive Beach et Windy Hill Beach décident de s'unir pour former la ville de North Myrtle Beach.
Deux écoles élémentaires (Ocean Drive et The Lords Children) se trouvent sur le territoire de la ville. Les écoles élémentaires de Riverside et Waterway ainsi que les collèges et lycées de North Myrtle Beach se trouvent à Little River, à proximité,.